# Gare de Saint-Martory
Gare de Saint-Martory – przystanek kolejowy w Saint-Martory, w departamencie Górna Garonna, w regionie Oksytania, we Francji.
Została otwarta w 1862 przez Compagnie des chemins de fer du Midi et du Canal latéral à la Garonne. Obecnie jest stacją Société nationale des chemins de fer français (SNCF), obsługiwaną przez pociągi TER Midi-Pyrénées.